# Рабоче-крестьянский блок (Испания)
Рабо́че-крестья́нский блок, РКБ (исп. Bloque Obrero y Campesino, кат. Bloc Obrer i Camperol) — коммунистическая организация в Испании, прежде всего, в Каталонии, в 1931—1935 годах, поддерживавшая Правую оппозицию в ВКП(б) и Международную коммунистическую оппозицию.

## Краткое описание
Блок был основан в Таррасе под Барселоной 1 марта 1931 года в качестве массового фронта Каталано-Балеарской коммунистической федерации после присоединения к ней Коммунистической партии Каталонии, созданной в годы диктатуры Примо де Риверы. Каталано-Балеарская коммунистическая федерация вышла из Коммунистической партии Испании на почве разногласий относительно внутрифракционной борьбы в ВКП(б): руководство КПИ поддерживало Сталина, а федерация — Бухарина.
Ключевыми фигурами в Блоке являлись: Хоакин Маурин (генеральный секретарь), Хорди Аркер, Жозеф Коль, Мигель Феррер, Эусеби Родригес Салас, Хилари Арландис, Виктор Коломер и Энрик Адрохер, входившие в состав его Исполком. Численность организации к моменту её создания составляла около 700 человек, к моменту съезда в апреле 1934 года — 4500 человек. Многие активисты происходили из анархо-синдикалистской среды.
Основным изданием Блока являлась газета «La Batalla» (позже, когда эта газета стала органом ПОУМ, её редактором был Хулиан Горкин). Также издавались: «L’Hora» и «El Front» — в Барселоне, «L’Espurna» — в Жироне, «Avant» — в Лериде; а также теоретический журнал «Comunismo». В период революционного подъема 1931 года тираж газеты достигал 30 000 экземпляров, затем снизился примерно до 7 000.
Основным направлением деятельности Блока являлось профсоюзное движение. Однако на этом пути существовала масса трудностей, связанных, прежде всего, с доминированием в каталонском рабочем движении анархистов (Национальная конфедерация труда). С Блоком было связано объединение «Профсоюзы, исключенные из НКТ», сформированное в 1932 году.
В ноябре 1935 года большинство Блока объединяется с троцкистской организацией «Коммунистическая левая Испании» в Рабочую партию марксистского единства (ПОУМ). Меньшинство выступило против объединения и затем присоединилось к Объединённой социалистической партии Каталонии, созданной посредством объединения четырёх региональных партий.